# مسابقة الفنيلة المبللة

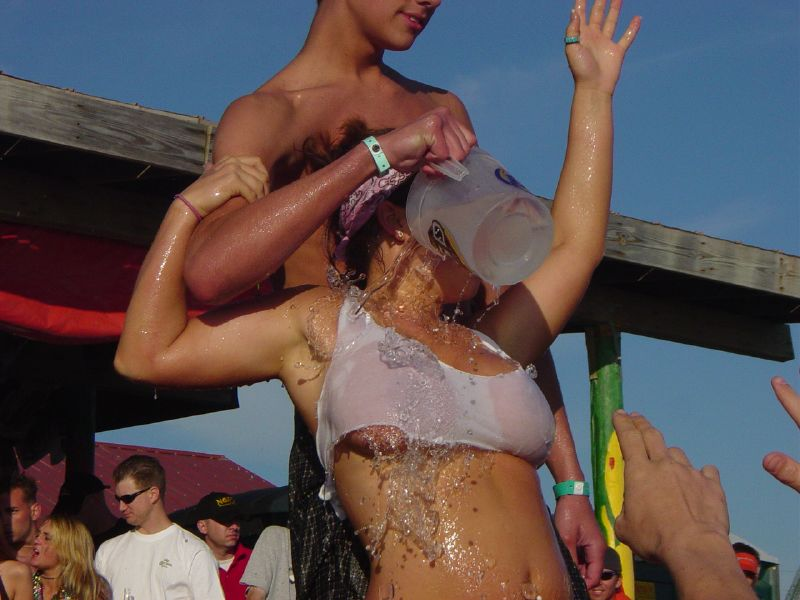
متسابقة مشاركة في مسابقة الفنيلة المبللة في فلوريدا،2004

مسابقة الفنيلة المبللة هي مسابقة تضمن سلوك إستعرائي عادة تشارك فيها متسابقات شابات في ملهى ليلي، بار أو منتجع.عادةً ما يرتدي المتسابقون فنيلات بيضاء أو فاتحة اللون بدون حمالات صدر أو قمصان بكيني أو أي ملابس أخرى تحتها.يتم بعد ذلك رش الماء (غالبًا ماء مثلج) أو سكبه على صدور المشاركين، مما يجعل قمصانهم نصف شفافة وتتشبث بأثديهم.يوجد مسابقة مقابلة للذكور لكنها أكثر ندرة وهو مسابقة البوكسر الرطب، التي تقام أحيانًا في حانات المثليين.